# Philippe de Nanteuil
Philippe de Nanteuil, surnommé Le Jeune, était un chevalier et un poète trouvère et croisé.
Il a hérité de son père Philippe I de Nanteuil (1155-1227) la seigneurie de Nanteuil, de Pomponne et d'autres seigneuries en France.
Philippe de Nanteuil était aussi seigneur de Crépy-en-Valois, le Donjon Guénégaud, Alègre, Landivisiau, Ponts Chartrains et Lévignen. Il était le fondateur du marché du vendredi à Nanteuil en 1230.
Son frère était Renaud de Nanteuil (? - 27 septembre 1283), évêque de Beauvais.
Philippe de Nanteuil était un ami proche du roi Thibaut Ier de Navarre, ou Thibaut IV, comte de Champagne et a écrit pour lui plusieurs poèmes.

## Croisade
En 1239 le roi Thibaut Ier de Navarre a conduit la croisade en Terre sainte avec Philippe de Nanteuil. Après la défaite décisive dans la bataille de Gaza le 13 novembre 1239, Philippe de Nanteuil a été emprisonné, et est devenu un esclave du sultan d'Égypte Al-Adil II Sayf ad-Din. Pendant son emprisonnement au Caire il a écrit un certain nombre de chansons louant son bien-aimé pays natal, la France, pays des idéaux de la chevalerie, et aussi la bataille de Gaza (En chantant veil mon duel faire),.

## Femme et ses enfants
Philippe de Nanteuil a été marié en 1235 avec Isabeau (Elizabeth) de Nesle, fille de Jean II de Nesle et Marie de Chimay. Ils ont eu :
- Thibaud de Nanteuil ou Thibaud de Nesle (de Beauvais), également connu sous le nom de Thibaud de Beauvais (*1283, †26 décembre, 1300), seigneur de Nanteuil-le-Haudouin et évêque de Beauvais[6]
- Alix (Adeline, Adelaide) de Nanteuil (†1303), Dame de Nanteuil, de Pomponne et de Lévignen; mariée à Pierre II de Châtillon sur Marne (+1284), le Seigneur de Pacy-en-Valois, sortie de seigneurs Château-Porcean